# Peltidium defreitasi
Peltidium defreitasi är en kräftdjursart som beskrevs av Wells 1967. Peltidium defreitasi ingår i släktet Peltidium och familjen Peltidiidae. Inga underarter finns listade i Catalogue of Life.